# Hegyi bozótposzáta
A hegyi bozótposzáta (Locustella seebohmi) a verébalakúak (Passeriformes) rendjébe, ezen belül a tücsökmadárfélék (Locustellidae) családjába tartozó faj.

## Rendszerezése
A fajt William Robert Ogilvie-Grant skót ornitológus írta le 1895-ben, a Lusciniola nembe Lusciniola seebohmi néven. Egyes rendszerezések a Bradypterus nembe sorolják Bradypterus seebohmi néven.

## Előfordulása
A Fülöp-szigetekhez tartozó Luzon szigetén honos. A természetes élőhelye szubtrópusi és trópusi magaslati legelők. Állandó, nem vonuló faj.

## Megjelenése
Átlagos testhossza 14 centiméter, átlagos testtömege 12 gramm.